# جایزه بزرگ برزیل ۱۹۸۲
جایزه بزرگ برزیل ۱۹۸۲ (انگلیسی: ‎1982 Brazilian Grand Prix‎)، که به‌طور رسمی با نام یازدهمین جایزه بزرگ برزیل شناخته می‌شود، یک مسابقهٔ موتوری در رشتهٔ اتومبیل‌رانی فرمول یک بود که در تاریخ ۲۱ مارس ۱۹۸۲ در ژاکارپاگوآ واقع در ریو دو ژانیرو، برزیل برگزار شد. این گراند پری در میان ۱۶ گراند پری در فصل ۱۹۸۲، مسابقهٔ شمارهٔ ۲ بود.
در این مسابقه که در ۶۳ دور و به مسافت ۳۱۶٫۹۵۳ کیلومتر (۱۹۶٫۹۴۵ مایل) برگزار شد، پول پوزیشن توسط آلن پروست کسب شد و سریع‌ترین زمان برای طی یک دور پیست که برابر با ۱:۳۷٫۰۱۶ بود نیز توسط آلن پروست به ثبت رسید.
آلن پروست از تیم رنو، جان واتسون از تیم مک‌لارن-فورد و نایجل منسل از تیم لوتوس-فورد به‌ترتیب مقام‌های اول تا سوم مسابقه را کسب کردند.

## رده‌بندی قهرمانی پس از مسابقه
| جایگاه | راننده        | امتیاز |
| ------ | ------------- | ------ |
| ۱      | آلن پروست     | ۱۸     |
| ۲      | جان واتسون    | ۷      |
| ۳      | کارلوس روتمان | ۶      |
| ۴      | رنه آرنوکس    | ۴      |
| ۵      | نایجل منسل    | ۴      |
| منبع:  |               |        |

| جایگاه | سازنده       | امتیاز |
| ------ | ------------ | ------ |
| ۱      | رنو          | ۲۲     |
| ۲      | مک‌لارن-فورد  | ۱۰     |
| ۳      | ویلیامز-فورد | ۸      |
| ۴      | لوتوس-فورد   | ۴      |
| ۵      | تایرل-فورد   | ۳      |
| منبع:  |              |        |

یادداشت
- تنها پنج جایگاه نخست از هر رده‌بندی نمایش داده شده است.